# Lehôtka
Lehôtka je obec v okrese Lučenec v Banskobystrickém kraji na Slovensku. Leží v západní části Lučenské kotliny přibližně 11 km západně od okresního města. Žije zde 355 obyvatel.
První písemná zmínka o obci pochází z roku 1385. V centru obce se nachází zvonice, lidová zděná stavba na půdorysu čtverce z roku 1895.